# Adjehi Baru
Adjehi Nonma Baru (10 de diciembre de 1991, nacido en Bingerville), es un baloncestista de nacionalidad costamarfileña que juega en la posición de pívot en las filas del Club Basquet Coruña y de la Selección de baloncesto de Costa de Marfil. 

## Carrera deportiva
Adjehi Baru tiene nació en Bingerville y en octubre de 2008 se marchó a Estados Unidos. Allí, pasó por Steward College, de Richmond, formó parte de Charleston Cougars entre los años 2011 y 2015. En la Universidad de Charleston jugó una media de 28 minutos, en los que anotó 8,5 minutos y capturó 7,1 rebotes, además de promediar un tapón por encuentro. 
A partir de 2016, debutó como profesional en España en las filas del Xuven Cambados de LEB Plata, antes de marcharse a Dinamarca para jugar en el SISU Copenhagen y China en las filas del Luoyang Zhonghe de la NBL, la segunda división del baloncesto chino.
En la temporada 2017/18 con el BC Beroe en el que promedió 12.8 puntos y 7.4 rebotes siendo titular del equipo.
A principios de 2019, firma con el Club Atlético Platense con el que jugó unos pocos partidos, en los que promedió 5.8 puntos y 3,3 rebotes por encuentro en La Liga Argentina (básquet), segunda división del baloncesto argentino.
En marzo de 2019, firma con el Club Basquet Coruña de LEB Oro.

## Internacional
Desde 2012 integra las diferentes selecciones nacionales de Costa de Marfil.